# Solomys ponceleti
Solomys ponceleti- вид гризунів родини Мишевих.

## Опис
Це великий гризун. Довжина його тіла становить 33 см; довжина хвоста від 34 до 26,5 см; довжина ступні від 71,5 до 77 мм; довжина вуха від 23 до 26 мм. Він покритий довгими, тонкими, поодинокими волосками і не має підшерстку, через що видно шкіру гризуна. Колір шерсті рівномірний сіро-коричневий. вуха відносно короткі і широкі. Передні і задні лапи майже безволосі. Хвіст дещо довший за тіло. Перші 7 см густо покриті шерсттю, далі хвіст майже лисий. На один сантиметр хвоста припадає 4-5 кілець лусочок. Лусочки відокремлені один від одного, трохи припідняті і супроводжеється однією волосиною. Самки мають дві пари сосків.

## Поширення
Цей вид поширений на островах Бугенвіль і Шуазель архіпелагу Соломонових островів. Викопні рештки були знайдені на острові Бука. Мешкає в заболочених лісах на висоті до 200 м над рівнем моря.

## Збереження
МСОП вважає цей вид таким. що знаходиться на межі зникнення. Популяція виду скоротилась більш ніж на 80% за останні десятиліття.